# Топузи
Топузи е село в Северна България. То се намира в община Елена, област Велико Търново.

## География
Село Топузи се намира в планински район.